# يوست فان آكن
جوست فـان آكن (بالهولندية: Joost van Aken) هو لاعب كرة قدم هولندي في مركز الدفاع، ولد في 13 مايو 1994 في هارلم في هولندا. شارك مع منتخب هولندا تحت 21 سنة لكرة القدم. أما مع النوادي، فقد لعب مع شيفيلد وينزداي ونادي هيرنفين.

## وصلات خارجية
- جوست فـان آكن على موقع قاعدة بيانات كرة القدم.إي يو (الإنجليزية)
- جوست فـان آكن على موقع بيانات كرة القدم. دي إي (الألمانية)
- جوست فـان آكن على موقع Soccerway.com (الإنجليزية)
- جوست فـان آكن على موقع عالم كرة القدم.نت (الإنجليزية)